# Radoboj
Radoboj  è un comune della Croazia di 3 513 abitanti della regione di Krapina e dello Zagorje.